# Genuneni, Vâlcea
Genuneni este un sat în comuna Frâncești din județul Vâlcea, Oltenia, România. A fost atestat in anul 1530 de boierul Preda Brancovanu, unchiul voievodului Constantin Brancoveanu. Prima atestare documentara are loc in anul 1532. In anul 1797 este construita Biserica de Mir cu hramul Sfintii Trei Ierarhi pe locul unei Biserici mai vechi. In acea perioada, in jurul anului 1800, satul avea doar 7 gospodarii {familii}. Prima scoala a fost construita in 1839, iar in 1909 a fost reconstruita din caramida. Pana in anul 1969 , satul a apartinut comunei Folestii de Jos, dupa care a devemit parte a comunei Francesti. In prezent, satul are o populatie de 550-600 de locuitori. .

## Monumente istorice
- Biserica Sfinții Trei Ierarhi din Genuneni

 Acest articol despre o localitate din județul Vâlcea este deocamdată un ciot. Puteți ajuta Wikipedia prin completarea lui.